# Tóth Endre (költő, 1824–1885)
Tóth Endre (Petri (Szabolcs megye), 1824. november 30. – Vatta (Borsod megye), 1885. június 5.) földbirtokos, író, költő, ügyvéd, megyebizottsági tag.

## Élete
Petriben (mostani nevén: Lövőpetri) született, ahol apja református vallású gazdatiszt volt, aki fiát jogi pályára szánta. Sajátos nézeteihez képest majdnem minden osztályt másutt járatott vele: Debrecenben, Nagykárolyban, Sátoraljaújhelyen, Nagyváradon, Szatmárnémetin és Kassán; a jogot Egerben, az Egri Érseki Jogakadémián végezte. 1846-ban Pesten ügyvédi vizsgálatot tett; de lelke már régebben is inkább a szépirodalomhoz vonta. 1847-ben Borsod vármegye tiszteletbeli ügyészévé választotta. Itt érte a szabadságharc, melynek küzdelmeiben 1849. január végeig szolgált a borsodi önkéntes honvéd-zászlóaljban, míg a kassai táborozás alkalmával lábai megfagytak és később csak tábori küldetésekben tehetett szolgálatot. Világos után lappangott és bujdosásában Vattára vetődött, ahol december 25-én nőül vette Okolicsányi Krisztinát. Ezután a nejével kapott kis birtokon élt. Verseivel a szabadságharc éveiben tűnt fel, majd egyike lett az 1850-es évek kedveltebb és termékenyebb lírikusainak. 1862 után a fővárostól távol, gazdasága bajaival elfoglalva, elégedetlenül senyvedt tehetsége, csak akkor újultak fel ismét irodalmi összeköttetései, amikor a Petőfi Társaság alakulása után őt is tagjául választotta.
Közreműködött a következő szépirodalmi vállalatokban költeményeivel: Pesti Divatlap (1846-48), Életképek (1848), Magyar Emléklapot (1850), Magyar Irók Füzetei (1850), Pesti Röpívek (1850), Csokonai Lapok (1850), Hölgyfutár (1850-63), Losonczi Phőnix (1851), Magyar Thalia (1853), Müller és Vas Gereben Nagy-Naptárai (1853-54), Délibáb (1853), Vasárnapi Ujság (1854-61., 1867), Divatcsarnok (1855-59), Fáncsy-Album (1855), Nővilág (1857), Erdélyi Múzeum (1857), Szépirodalmi Album (1858), Remény (1859), Szigeti Album (1860), Arany Koszorúja (1860), Részvét Könyve (1863), Fővárosi Lapok (1864-től), Képes Világ (1866-69), Otthon (II. 1875), Petőfi-Társaság Lapja (1877-78), Magyar Bazár (60-as, 70-es, 80-as évek), Koszorú (1879-81), Gondűző (1880), sat.

## Munkái

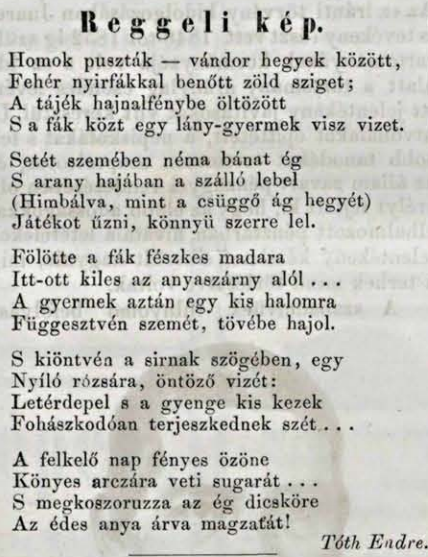
Tóth Endre: Reggeli kép (1867)

- Zengő bokor. Pest, 1853. Két kötet, arczk. (nyomt. kőny. Walzel A. F. Ezen munkáját T. az 1853. febr. 1. kelt eredeti szerződés szerint eladta Müller Gyula kiadónak száz pfrtért).
- Ujabb költeményei. Pest, 1855. (Ism. Budapesti Hirlap 751., 753. Gyulai Pál).
- Angyal Bandi. Költői beszély 6 énekben. Uo. 1856.
- Harangvirágok. Uo. 1862.
- A Bokor Erzsi története. Elbeszélés. Két képpel. Bpest, év n. (Jó könyvek a magyar nép számára 32).
- Két kis libapásztor. Elbeszélés 3 fejezetben. Az elhunyt jeles költő utolsó műve 2 képpel. Uo. év n. (Jó könyvek 39).

Levelei 1838-39-ből (Miskolczi Közlöny 1887. 71. sz.).